# Rhytidoponera metallica
Rhytidoponera metallica es una especie de hormiga endémica de Australia. Fue descrita por el entomólogo británico Frederick Smith en 1858 como miembro del género Rhytidoponera, dentro de la subfamilia Ectatomminae. Estas hormigas miden entre 5 y 7 mm (0,20 y 0,28 pulgadas). Las reinas y las obreras son similares, solo se diferencian en el tamaño, siendo los machos los más pequeños. Son muy conocidas por su característico aspecto metálico, que varía del verde al púrpura o incluso al violeta rojizo. Rhytidoponera metallica, uno de los insectos más extendidos de Australia, se encuentran en casi todos los estados australianos, pero no en Tasmania. También se han introducido en Nueva Zelanda, donde se han establecido varias poblaciones.
Esta especie vive en muchos hábitats, incluyendo desiertos, bosques, zonas boscosas y áreas urbanas. Anidan bajo tierra, debajo de troncos, piedras, ramitas y arbustos, o en tocones de madera podridos, y a veces se les encuentra viviendo en termiteros. Son uno de los primeros insectos que se encuentran en las zonas quemadas después de que las brasas han dejado de arder. La lluvia no supone ninguna amenaza para las colonias, siempre y cuando se trate de un chaparrón ligero bajo un sol continuo. Rhytidoponera metallica es diurna, activa durante todo el día, se alimenta de artrópodos e insectos pequeños o recolecta sustancias dulces como la melaza de los insectos chupadores de savia. Desempeñan un papel importante en la dispersión de semillas, esparciendo y consumiendo semillas de diversas especies. Entre sus depredadores se encuentran el equidna de pico corto (Tachyglossus aculeatus) y varias especies de aves.
Las obreras de Rhytidoponera metallica son gamergates, lo que significa que pueden reproducirse con machos alados. Dado que las obreras asumen la función reproductiva, las reinas son relativamente insignificantes y rara vez se producen en las colonias. El vuelo nupcial comienza en primavera, y los machos se aparean con una o dos hembras. Las reinas que establecen sus propias colonias son semiclaustrales, es decir, salen a buscar alimento para alimentar a sus crías. Otra forma de formación de colonias es a través de la gemación, en la que un subgrupo de la colonia abandona la colonia principal para buscar un nuevo lugar donde anidar. La hormiga de cabeza verde es conocida por su dolorosa y venenosa picadura, que puede provocar un shock anafiláctico en personas sensibles. Sin embargo, también pueden ser beneficiosas para los seres humanos, ya que actúan como controladores de plagas al alimentarse de plagas agrícolas como escarabajos, polillas y termitas.

## Taxonomía

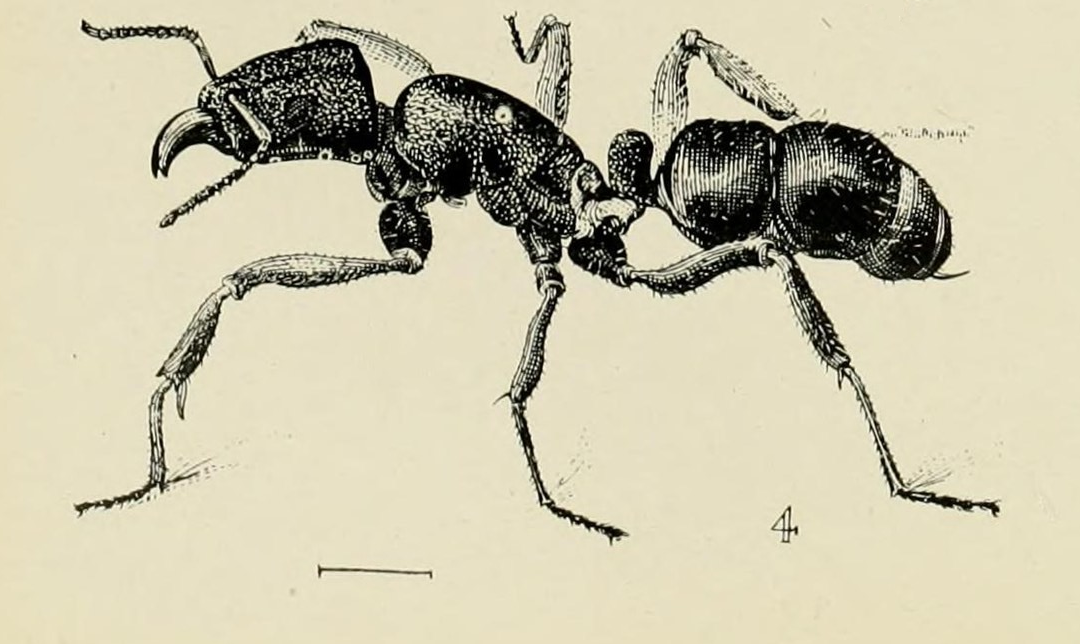
Ilustración de una obrera por W. W. Froggatt, 1907

Rhytidoponera metallica fue descrita por primera vez en 1858 por el entomólogo británico Frederick Smith en su Catálogo de insectos himenópteros de la colección del Museo Británico, parte VI, con el nombre binomial Ponera metallica, basado en dos sintipos: una obrera y una reina que recogió en Adelaida, Australia Meridional.  Estos especímenes fueron revisados posteriormente en 1958 con la designación de un lectotipo a partir de los sintipos, pero no está claro qué espécimen fue designado.  El material se encuentra actualmente en el Museo de Historia Natural de Londres. En 1862, el entomólogo austriaco Gustav Mayr trasladó la especie del género Ponera y la colocó en Rhytidoponera como Ectatomma (Rhytidoponera) metallicum, que en ese momento era un subgénero recién creado de Ectatomma.  La reclasificación original de Mayr duró poco, ya que en 1863 trasladó la hormiga de Rhytidoponera a Ectatomma.  En 1897, el entomólogo italiano Carlo Emery nombró a la hormiga Rhytidoponera metallica y en 1911 la designó como especie tipo de Chalcoponera, un subgénero de Rhytidoponera; sin embargo, algunos científicos identificaron erróneamente a la hormiga como especie tipo de Rhytidoponera.
La taxonomía de Rhytidoponera metallica  y otras especies relacionadas con ella (que forman el grupo de especies R. metallica) era motivo de confusión debido a las grandes variaciones geográficas de la hormiga y otras especies de aspecto similar que se habían tratado como formas (presencia de múltiples morfologías). Estas formas se han descrito con nombres diferentes debido a caracterizaciones inadecuadas. En 1958, el entomólogo estadounidense William Brown Jr. sinonimizó Rhytidoponera caeciliae, Rhytidoponera pulchra, Rhytidoponera purpurascens y Rhytidoponera varians con Rhytidoponera metallica tras revisar las hormigas en un artículo de revista de 1958. El taxón R. purpurascens fue nombrado por William Morton Wheeler debido a su aspecto púrpura oscuro, pero R. metallica tiende a aparecer púrpura en las regiones donde Wheeler recogió originalmente R. purpurascens. Tras examinar los especímenes recogidos, Brown también observó que no había diferencias morfológicas entre R. pulchra y R. caeciliae. La especie R. varians fue descrita a partir de especímenes recogidos en Darlington, Australia Occidental. El entomólogo estadounidense Walter Cecil Crawley afirmó que la subespecie se diferencia de R. metallica por su tamaño más pequeño y su color metálico descolorido, que varía desde el amarillo-marrón en la mayoría de los especímenes hasta un verde metálico en la cabeza, el tórax y el abdomen, sin evidencia de coloración púrpura. Un examen de R. varians mostró que las perforaciones superficiales del dorso gástrico son más gruesas de lo habitual, pero estas variantes se encuentran no solo alrededor del lugar de recolección original, sino también en todas las regiones del sur de Australia. Esta característica puede ocurrir de forma natural, lo que impide que R. varians se considere una población separada de R. metallica. Según la clasificación actual, Rhytidoponera metallica es un miembro del género Rhytidoponera, de la tribu Ectatommini, subfamilia Ectatomminae. Es un miembro de la familia Formicidae, perteneciente al orden Hymenoptera, un orden de insectos que incluye hormigas, abejas y avispas. El nombre «hormiga de cabeza verde» a veces se abrevia como «hormiga verde». Sin embargo, esto puede generar confusión, ya que los residentes del norte de Queensland utilizan el nombre «hormiga verde» para referirse a la hormiga verde de los árboles (Oecophylla smaragdina).

## Descripción
En general, Rhytidoponera metallica son monomórficas (se presentan en una sola forma), miden entre 5 y 7 mm (0,20 y 0,28 pulgadas) de longitud y 
varían en color, desde el verde azulado hasta el verde púrpura. Su exoesqueleto es duro y muy blindado, con una cintura de un solo segmento.
Las reinas miden 7,4 mm (0,29 pulgadas) y la cabeza, el tórax y el abdomen presentan diversos colores metálicos. La cabeza suele ser verde detrás de los ojos y ferruginosa (de color óxido) en la parte delantera, con un tono púrpura menos evidente entre los colores. Las antenas son ferruginosas y los ojos son ovalados (con forma similar a un huevo). La cabeza es emarginada (con una punta o borde dentado) desde su vista posterior y también rugosa, junto con el tórax y el nodo (un segmento entre el mesosoma y el gáster); estas partes del cuerpo están cubiertas de grandes punturas confluentes. El segmento basal del abdomen tiene estrías transversales curvadas (surcos que atraviesan el cuerpo). El color del tórax suele ser verdoso, las alas son subhialinas (tienen un aspecto vidrioso) y las nervaduras (las venas de las alas) son testáceas (de color rojo ladrillo). Las patas y el ápice son ferruginosos, y el abdomen es púrpura.
Las obreras y las reinas se parecen mucho entre sí, lo que hace que sea difícil distinguir entre ambas castas, pero las obreras se diferencian por tener un tórax comprimido y alargado, y un abdomen predominantemente de color verde.  Las obreras también son ligeramente más pequeñas que las reinas, con una longitud de 6 mm (0,24 pulgadas). Los machos son más pequeños que las obreras y las reinas, con una longitud de 5,5 mm (0,22 pulgadas), y parecen ser negros y fuscosos (oscuros y sombríos). El tarso es fuscoso y las mandíbulas son rugosas.  A diferencia de las obreras y las reinas, las articulaciones funiculares son más cortas, la escultura es más densa en la cabeza y el tórax, el número de punturas es menor que el de las otras castas y el postpetiole es más grueso. El primer segmento del gáster es transversalmente rugoso y la pilosidad (pelo) de las patas es menos densa.  Los genitales del macho son similares a los de otros formícidos, compuestos por un par de valvas externas, medias e internas.

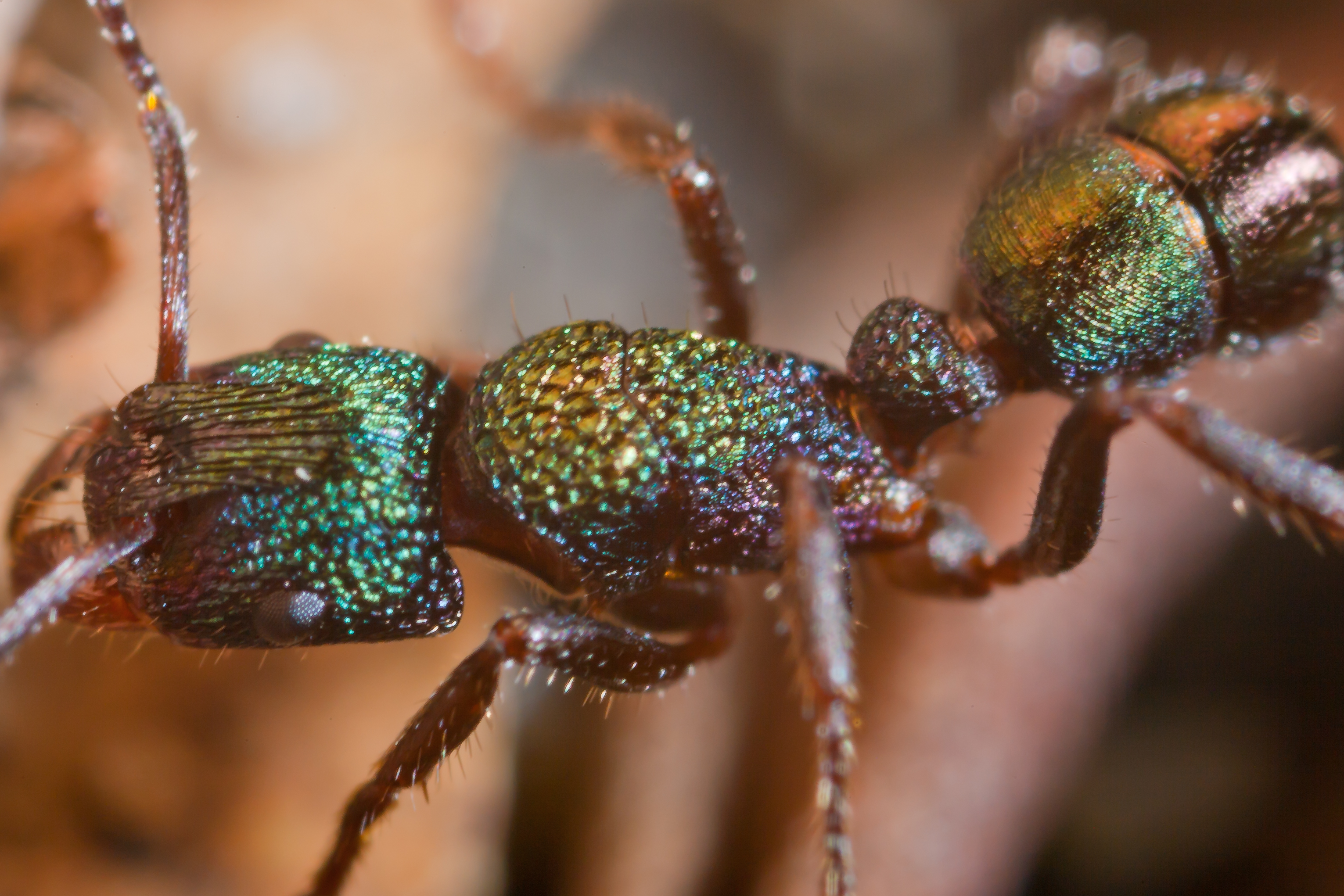
Obrera a tamaño real 5x, demostrando el color metálico.

El color metálico predominante es el verde, pero puede variar según la región, desde el verde metálico hasta el púrpura. En las cordilleras Flinders de Australia Meridional y Alice Springs, el color de las hormigas cambia del verde típico a un color púrpura oscuro. En zonas con más precipitaciones, como las mesetas de Nueva Gales del Sur y las sabanas de Victoria, las hormigas de cabeza verde son en su mayoría verdes con tonos púrpura en los lados del mesosoma.  En las regiones septentrionales de Nueva Gales del Sur y Queensland, el alitrunk es de color rojo violáceo, que se difumina hacia el dorado en las partes inferiores de la pleura. En este caso, el color verde es limitado o está completamente ausente. La mayoría de las poblaciones tienen un gáster de color verde brillante, excepto las que viven en el desierto central. En algunas zonas examinadas cerca de Brisbane, se descubrieron dos formas de color diferentes dentro de una misma colonia. Una posibilidad es que las dos formas de color representen dos especies hermanas, pero esto no se puede confirmar debido a la falta de pruebas. En el extremo norte de Queensland, las poblaciones parecen ser de color verde apagado y distintas a las que viven en el sur, pero se desconoce cómo se conectan las hormigas del extremo norte y del sur en las regiones occidental y meridional de la meseta de Atherton. Dicho esto, se desconoce si las poblaciones del extremo norte son en realidad una especie diferente. Además de la variación de color, existen diferencias morfológicas entre las poblaciones. Por ejemplo, el tamaño y la forma de la cabeza y el pecíolo, la longitud de los apéndices y otros detalles escultóricos del cuerpo pueden variar.
Las larvas submaduras miden 4,4 mm (0,17 pulgadas) y son similares a las larvas submaduras de R. cristata. Se pueden distinguir por un abdomen menos hinchado y pelos corporales más cortos, que miden entre 0,096 y 0,15 mm (0,0038 y 0,0059 pulgadas). En el tórax y el somito abdominal, miden 0,2 mm (0,0079 pulgadas). En la parte flageliforme y ventral de los somitos abdominales, miden entre 0,075 y 0,15 mm (0,0030 y 0,0059 pulgadas). Los pelos de la cabeza tienen dentículos cortos y las antenas tienen tres sensillas apicales, cada una de las cuales contiene una espínula algo voluminosa.  Las larvas jóvenes son mucho más pequeñas que las larvas submaduras, con una longitud de 1,5 mm (0,059 pulgadas). Son similares a las larvas submaduras, pero su diámetro difiere, disminuyendo gradualmente desde el quinto somito hasta el extremo anterior. Los pelos miden entre 0,02 y 0,18 mm (0,00079 y 0,00709 pulgadas), siendo los más largos los que se encuentran en el flagelo y en todos los somitos; sin embargo, los pelos de los somitos se vuelven escasos. Las puntas de los pelos de la cabeza son simples o deshilachadas, y en general los pelos miden entre 0,02 y 0,076 mm (0,00079 y 0,00299 pulgadas). Ambas antenas tienen un subcono y tres sensillas apicales que se asemejan a una espinícula. Las mandíbulas son subtriangulares con un ápice curvo. Los dientes apicales y subapicales son afilados y cortos, pero el diente proximal es romo. A diferencia de las larvas maduras, el diente proximal no está dividido en dos partes.

## Distribución y hábitat

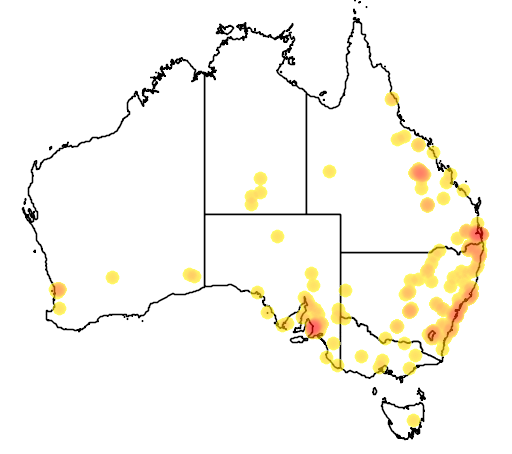
Apariciones de Rhytidoponera metallica según lo informado en Atlas of Living Australia.

La hormiga de cabeza verde es uno de los insectos endémicos más extendidos de Australia. Se encuentra en Victoria, Nueva Gales del Sur, el Territorio de la Capital Australiana y Australia Meridional. También está presente en la mayor parte de Australia Occidental, aunque es menos común en el norte, y se encuentra en las regiones más bajas del Territorio del Norte y al este de Queensland. No está presente en Tasmania. Rhytidoponera metallica es una especie introducida en Nueva Zelanda y se vio por primera vez en 1959. Probablemente, las poblaciones de esta hormiga se introdujeron en el país en cargamentos de madera; es muy probable que otras especies de Rhytidoponera se introdujeran de la misma manera.  Se han establecido poblaciones en Napier, ya que se recogieron hormigas en la ciudad entre 2001 y 2003. Anteriormente se encontraron nidos en el suburbio de Penrose, en Auckland, y en Mount Maunganui, pero no se han recogido especímenes allí desde la década de 1960.
El hábitat de Rhytidoponera metallica es variado, desde desiertos, brezales, bosques abiertos, zonas urbanas y bosques. Estas hormigas viven principalmente en zonas boscosas moderadas o abiertas, pero abundan en céspedes y jardines de las ciudades. Se han encontrado nidos en bosques esclerófilos secos y húmedos, mallee, bosques de sabana, en los bordes de las carreteras y en la vegetación autóctona. Rhytidoponera metallica se encuentran principalmente a altitudes de entre 5 y 1000 m (16 y 3281 pies) sobre el nivel del mar. Las obreras construyen nidos pequeños y poco integrados bajo tierra o en tocones de madera en descomposición. También pueden anidar en los termiteros de Amitermes laurensis.Estos nidos se encuentran comúnmente debajo de las raíces del césped o bajo troncos, piedras, ramitas o en la base de los arbustos. Rhytidoponera metallica pueden anidar en zonas alteradas y, como resultado, las colonias de estas hormigas son bastante comunes en las zonas urbanas. Son de los primeros insectos que se ven buscando alimento en zonas donde se han producido incendios forestales y, en algunos casos, regresan justo después de que las brasas hayan dejado de arder. La lluvia tampoco supone una amenaza para Rhytidoponera metallica, siempre que se trate de un chaparrón ligero bajo un sol continuo.

## Comportamiento y ecología
Las colonias muestran variación en cuanto a la ubicación preferida de los nidos, y algunas, por ejemplo, evitan anidar debajo de rocas pequeñas y prefieren las más grandes, que aparentemente promueven el crecimiento de las colonias. La promoción del crecimiento de colonias está asociada con el tamaño del territorio, las disputas fronterizas, el aumento de alatos (hembras y machos fértiles), la supervivencia de las colonias y la producción estable de obreras. El crecimiento de colonias bajo rocas más pequeñas es lento y restringido. Una colonia que aumenta de tamaño requiere un espacio más grande para acomodar dicho crecimiento y la cría y las obreras adicionales. A pesar de esto, Rhytidoponera metallica no discrimina entre rocas según su grosor o temperatura. En cambio, eligen una roca en función de las dimensiones de su cobertura del suelo. La distancia de una roca también es importante; las colonias no se mueven más de 3 metros (9,8 pies) hacia la roca que prefieren. Esto sugiere que el costo de mudarse a un sitio de anidación adecuado supera los beneficios de mudarse a una roca más grande. Se requiere un gran gasto de energía para una mudanza: los exploradores primero deben encontrar un sitio adecuado, las crías deben transportarse de manera segura y la colonia está expuesta a un mayor riesgo de depredación. El abandono de nidos por parte de Rhytidoponera metallica varía, pero alcanza su punto máximo durante el verano. Al igual que otras especies templadas, la actividad en colonias se reduce considerablemente durante los meses más fríos, lo que puede ser la razón por la que hay una alta proporción de abandono de nidos durante el verano. Es poco probable que los nidos abandonados por Rhytidoponera metallica sean invadidos por otras especies, por lo que las invasiones de nidos son una causa poco probable de vacación de nidos. La descomposición estructural de un nido y la competencia con otras colonias vecinas también es poco probable, pero un factor posible es la producción estacional de fuentes de alimentos y la competencia alimentaria.

### Forrajeo, dieta y depredadores

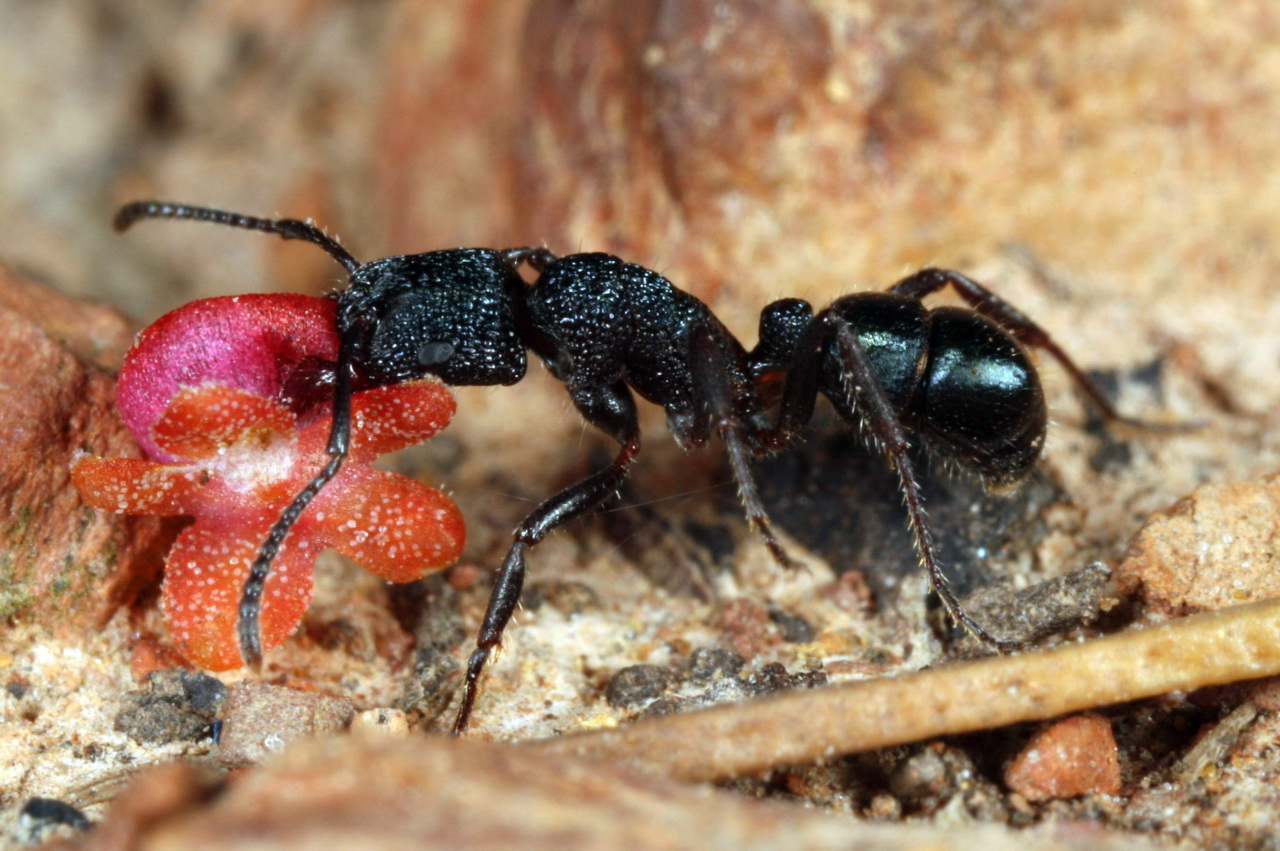
Obrera recogiendo una flor pequeña

Rhytidoponera metallica es una especie diurna que está activa durante todo el día y se alimenta rápidamente en el suelo o en la vegetación. Son carroñeros, depredadores y devoradores de semillas, generalmente con una amplia dieta de material animal, insectos, pequeños artrópodos, melaza de insectos chupadores de savia y semillas. Las obreras suelen alimentarse de escarabajos, polillas y termitas, utilizando sus aguijones para matarlas inyectándoles veneno. La eliminación de los capítulos (estructura similar a un elaiosoma) de los huevos de Eurycnema goliath reduce las posibilidades de que sean recolectados por Rhytidoponera metallica que los llevan de regreso a sus nidos. En áreas donde la hormiga carnívora (Iridomyrmex purpureus) es dominante, Rhytidoponera metallica no se ve afectada por su presencia y aún logra encontrar fuentes de alimento. Dado que Rhytidoponera metallica son depredadores generales primitivos, a diferencia de las especies más avanzadas (que se alimentan en grupos y siempre se comunican a través de feromonas de rastro), no pueden defender las fuentes de alimento de las hormigas dominantes. Dependen en gran medida de cualquier fuente de alimento, y la imposibilidad de defenderla con éxito de otras hormigas puede haber llevado a su coexistencia pacífica con las especies dominantes, incluidas las hormigas carniceras.
Los experimentos sugieren que las dietas específicas pueden dar como resultado tasas de mortalidad diferenciadas entre colonias. En un experimento, tres colonias cautivas recibieron tres dietas diferentes: a una colonia se le dio la "dieta Bhatkar y Whitcomb", una dieta artificial que consistía en huevos crudos enteros, miel y cápsulas de vitaminas y minerales, a otra se le dio agua con miel y moscas Drosophila, mientras que a la tercera colonia se le dio una dieta artificial estandarizada de carbohidratos digeribles. Se demostró que las dos colonias a las que se les dio la dieta artificial estandarizada y miel, agua y moscas criaron más crías con una menor mortalidad en obreras en contraste con la colonia que recibió la dieta Bhatkar y Whitcomb.
Rhytidoponera metallica es una especie que se alimenta de semillas, mostrando preferencia por semillas con bajas propiedades de defensa mecánica, y rara vez se comen semillas más fuertes. Se sabe que recolectan semillas no ariladas y dispersan las semillas de la acacia mirtilo (Acacia myrtifolia), Acacia dorada (Acacia pycnantha), acacia costera (Acacia sophorae), acacia dulce (Acacia suaveolens) y acacia de enebro (Acacia ulicifolia). Rhytidoponera metallica reubica casi la mitad de las semillas de las que se alimentan aproximadamente de 60 a 78 centímetros (24 a 31 pulgadas) de distancia de sus nidos tanto en hábitats no quemados como quemados. En algunos casos, las semillas de Adriana quadripartita se dispersan mucho más lejos. Rhytidoponera metallica representa el 93% de todas las hormigas que recolectan estas semillas y pueden dispersarlas hasta 1,5 metros(59 pulgadas). Un estudio muestra que Rhytidoponera metallica, junto con Aphaenogaster longiceps, eliminó la mayor cantidad de semillas y las descartó en la parte superior de su nido, quedando algunas a varios centímetros debajo del nido. La mayoría de las semillas dispersadas por Rhytidoponera metallica y A. longiceps eventualmente son devoradas por las hormigas Pheidole. Dado que las semillas tienen una tasa de supervivencia más alta si no son recolectadas por Pheidole, estas dos hormigas son más beneficiosas para las semillas que Pheidole. Las semillas en los nidos de  Rhytidoponera metallica rara vez germinan.
Los factores de búsqueda de alimento, como el tiempo que pasan al aire libre y la distancia recorrida por las obreras, se han correlacionado con el tamaño de la colonia. Las obreras que viven en colonias más pequeñas tienden a buscar alimento a distancias más pequeñas y pasan menos tiempo al aire libre, mientras que las que viven en colonias más grandes pasan más tiempo al aire libre y a mayores distancias de su nido. Tales resultados también se han visto en la abeja melífera occidental (Apis mellifera), pero, a diferencia de las abejas melíferas, las obreras de colonias pequeñas y grandes transportaban cargas de trabajo iguales. La disminución del tiempo de búsqueda de alimento puede reducir el riesgo de depredación y ahorrar energía; por ejemplo, la energía limitada en R. aurata es el resultado del tiempo dedicado a buscar fuentes de alimentos, en lugar de la recolección de alimentos. Los períodos de alimentación más cortos observados en colonias más pequeñas hacen que estos nidos conserven energía y adopten un comportamiento menos energético. La recuperación grupal solo ocurre si una obrera se encuentra con otro que está muy cargado de recursos. Como estas hormigas son recolectoras solitarias y rara vez reclutan otras compañeras de nido, la posibilidad de que una obrera se encuentre con otras mejora marcando el suelo con feromonas de rastro. Este comportamiento puede servir como un método simple de reclutamiento químico localizado de otros compañeros de nido. El comportamiento de marcado aumenta cuando las obreras se encuentran con presas grandes, lo que sugiere que los recolectores con cargas pesadas intentan deliberadamente aumentar la tasa de encuentro con sus compañeros de nido. Sin embargo, cuando las obreras transportan grillos pequeños a grandes, el comportamiento de marcado disminuye para garantizar la eficiencia del transporte y reducir el tiempo de recuperación de otras hormigas. Las obreras pueden reajustar rápidamente su actividad forrajera de acuerdo con la calidad de los alimentos.

Hormigas negras domésticas (Ochetellus glaber) atacando a una obrera.

Las grandes colonias de Rhytidoponera metallica exhiben polietismo de casta de edad, donde las obreras más jóvenes actúan como enfermeras y cuidan a las crías y las obreras mayores salen a buscar alimento. En colonias más pequeñas, el polietismo de casta de edad no ocurre, y la lactancia y la búsqueda de alimento son iniciadas tanto por obreras más jóvenes como mayores. Estos resultados muestran que el envejecimiento no es el mecanismo que impulsa el trabajo entre colonias. La aparición del polietismo por edad en colonias más grandes es el resultado de la especialización de las obreras. Las obreras en colonias pequeñas generalmente tienden a la cría mucho más que los de colonias más grandes, pero esto se debe al entorno social diferenciado entre sociedades pequeñas y grandes. En contraste, las obreras mayores de grandes colonias se alimentan durante períodos significativos de tiempo, y los de colonias pequeñas se alimentan menos. Una especie depredadora como Rhytidoponera metallica puede no ser capaz de aumentar la recuperación de presas dentro de su entorno, incluso si hay una mayor fuerza de alimentación. Esto significa que las obreras pueden tener que dedicar más tiempo a buscar alimento para recuperar cualquier presa. El contacto entre compañeros de nido también difiere entre colonias pequeñas y grandes, lo que sugiere fuertemente que el tamaño de la colonia regula las tasas de contacto. Las tasas de contacto más altas permiten a las colonias escanear su entorno y determinar sus necesidades más rápidamente, lo que hace que una colonia reaccione más rápido. Los patrones de asignación de tareas (que se refieren a la forma en que se eligen las tareas) son diferentes en colonias pequeñas y grandes, lo que puede determinar la tasa de contacto.
Rhytidoponera metallica son presa de varios depredadores, incluidos los insectos asesinos y el equidna de pico corto (Tachyglossus aculeatus), en cuyas heces se han encontrado hormigas obreras. Las aves también comen estas hormigas, incluido el ibis blanco australiano (Threskiornis moluccus), el milano negro (Milvus migrans), la avefría enmascarada (Vanellus miles) y el chotacabras australiano (Aegotheles cristatus). Las obreras y las larvas pueden infectarse con parásitos; las obreras examinadas fueron vistas con pupas en etapa tardía de un parásito no identificado en sus tórax. En algunos nidos de Rhytidoponera metallica, a veces se ven insectos mirmecófilos como el escarabajo Chlamydopsis longipes viviendo dentro de colonias.

### Ciclo de vida y reproducción

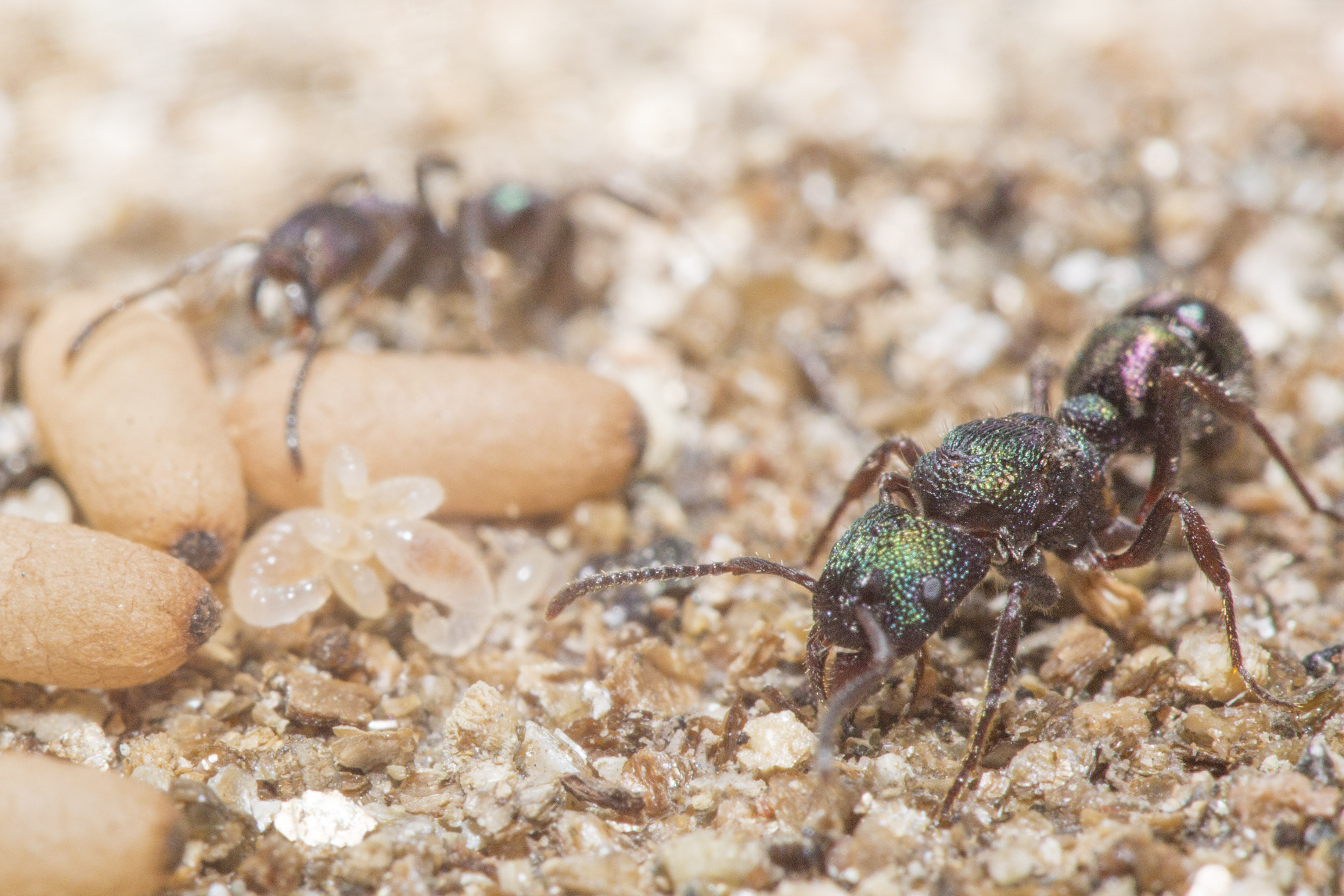
Reina (derecha) en cautiverio, con larvas, pupas y una obrera

Los machos de Rhytidoponera metallica se producen de forma irregular durante todo el año y son hormigas de vuelo bajo. Los vuelos nupciales registrados comienzan entre septiembre y noviembre a temperaturas de 20-25 °C (68-77 °F), cuando varios machos comienzan a emerger de su nido. A veces, sin embargo, los machos pueden regresar a su nido después de aparecer brevemente afuera. Rhytidoponera metallica  es una especie de gamergate, lo que significa que los machos pueden aparearse con éxito con las obreras. Estas obreras permanecen fuera de su nido con la cabeza y el tórax adormecidos y gaster elevados al aire. La observación ha demostrado que las obreras atacan primero a los machos cuando los dos se encuentran por primera vez, seguido por el macho montando a la obrera agarrándola en la región cervical con sus mandíbulas, uniéndose con éxito. Ambas hormigas generalmente descansan cuando se aparean, pero a veces las obreras pueden acicalarse o moverse varios momentos después, desconectándose así del macho. En algunas ocasiones, se ha visto a las obreras moverse tan pronto como comienza la cópula y arrastrar al macho, eventualmente desalojándolo. La cópula generalmente ocurre de 8 a 9 de la mañana, con parejas que duran de 30 segundos a casi un minuto. La mayoría de las parejas se aparean una vez, pero otras pueden copular entre sí dos veces. En algunos casos, los machos se aparearán con éxito con dos obreras, y algunas parejas pueden regresar a su nido mientras se aparean.
Rhytidoponera metallica  es conocida por su rareza de reinas vírgenes, con algunos nidos que ocasionalmente producen hembras aladas. Las reinas pueden establecer sus propias colonias en cautiverio, pero en la naturaleza nunca se las ha visto establecer una colonia, lo que sugiere que la especie está perdiendo su casta de reinas. La mayoría de las observaciones muestran machos apareándose con obreras, pero no reinas. Un factor que sugiere aún más la pérdida de la casta reina es que Rhytidoponera metallica está atravesando un proceso evolutivo en el que las reinas son una forma morfológica rara con poca importancia, entonces, las obreras generalmente reemplazan a las reinas y asumen el papel reproductivo. Las reinas aún asumen el papel de vuelo nupcial, ya que se ha visto a algunas aparearse con machos. Se sabe que liberan una feromona sexual de la glándula pigidial, una glándula exocrina que se encuentra entre los dos últimos segmentos abdominales. Las reinas ergatoides (hembras reproductoras sin alas) emergen de su nido y, al igual que las obreras, agarran la cabeza al suelo y elevan su gaster, desde donde se extiende la membrana intersegmental en la parte posterior del abdomen. Las reinas luego liberan las feromonas sexuales, lo que atrae a los machos, que buscan frenéticamente a las reinas a través de una locomoción agitada. Los machos pueden intentar copular con obreras que no los "llamaron", lo que sugiere que las obreras podrían liberar estas feromonas. Cuando un macho hace contacto con una reina, el macho la toca con sus antenas y agarra el tórax de la hembra con sus mandíbulas. Una reina está lista para aparearse cuando gira su abdomen hacia un lado, donde el macho buscará los genitales con su aparato copulador (partes del órgano involucradas en la cópula). La pareja puede copular durante varios minutos.

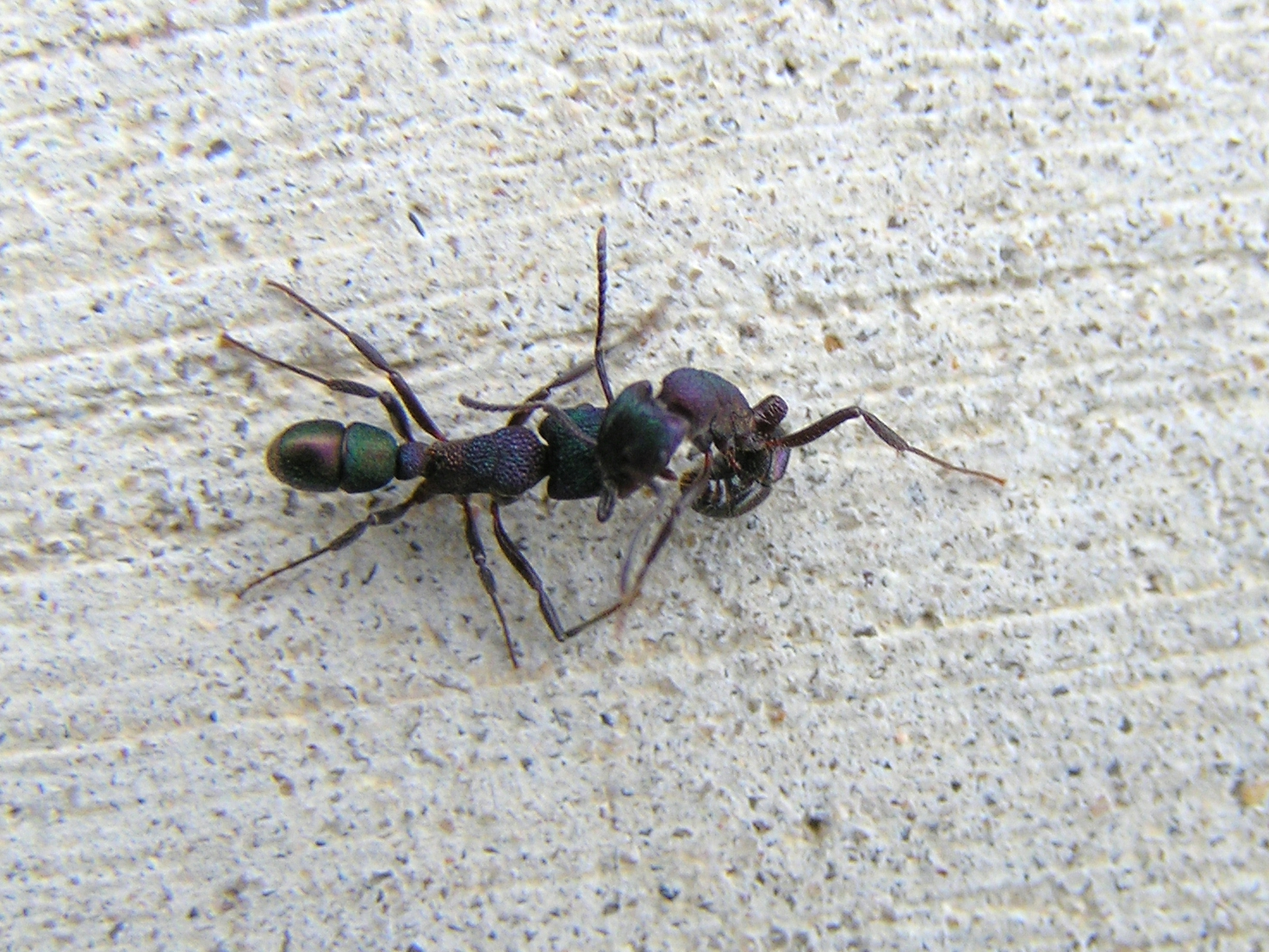
Obreras luchando. Quienes viven en sociedades sin reinas pueden competir por el dominio.

La fundación de colonias es iniciada principalmente por una obrera fertilizada que se establece en una celda cerrada, de la que a veces emerge para buscar comida. Las observaciones muestran que la mayoría de las obreras que establecen sus propias colonias siguen el comportamiento típico de una hormiga Ponerina, poniendo huevos y criando sus larvas. Sin embargo, la cría en colonias cautivas fundadas por obreras solo emerge como machos. Tal caso significaría que una nueva colonia probablemente esté formada por un número de obreras que abandonan su nido parental, de las cuales unos pocos individuos son fertilizados. Este proceso se denomina gemación, también llamado "satelitación" o "fraccionamiento", en el que un subconjunto de la colonia abandona la colonia principal hacia un sitio alternativo de anidación. Este puede no ser el caso del todo, ya que algunas reinas pueden establecer sus propias colonias. Las reinas inseminadas pueden establecer con éxito una colonia en condiciones no claustrales y haplometróticas (como en la fundada por una sola reina que busca comida para alimentar a sus crías), pero el desarrollo de una colonia inmediatamente después de la fundación de la colonia es muy lento, mientras que otras especies de Rhytidoponera tienden a crecer más rápido.  También hay una clara señal de división del trabajo entre las reinas y las obreras. Tras la muerte de una reina, las obreras a veces pueden competir y exhibir un comportamiento de vocación sexual, lo que significa que las obreras pueden reproducirse en nidos sin reina. A pesar de la casi ausencia de reinas, la dispersión a larga distancia con reinas aladas aún puede ser una opción. Las colonias comienzan siendo pequeñas, pero pueden expandirse rápidamente hasta el punto en que se consideran maduras.
Los patrones genéticos sugieren que Rhytidoponera metallica se aparea con machos no emparentados de colonias distantes. La relación entre las obreras también es muy baja, y hay una alta proporción de hormigas gamergate. Si las gamergate no están relacionadas, el número de gamergate que viven en un nido puede llegar a nueve; todas estas puertas de juego contribuyen a la reproducción de las crías. El número promedio de gamergate aún puede ser muy alto si están relacionadas y obtienen una mayor participación en la reproducción. Sin embargo, la mayoría de las veces, las gamergate generalmente no están relacionadas, y es poco común que tengan cierto grado de relación. En muchas colonias, las obreras y gamergates vigilan a las hembras jóvenes, lo que les impide reproducirse. Se considera que la mayor varianza genética intracolonial resultante de un bajo parentesco proporciona una ventaja selectiva en forma de un repertorio farmacológico ampliado del veneno.

## Relación con los humanos
Rhytidoponera metallica posee una picadura muy potente que puede ser dolorosa pero de corta duración. Se puede usar una bolsa de hielo o un aerosol disponible comercialmente para aliviar el dolor, pero las personas que experimentan una reacción alérgica normalmente son llevadas al hospital para recibir tratamiento. El veneno es lo suficientemente poderoso como para causar shock anafiláctico en humanos sensibles. En un estudio de veneno de alergia a hormigas australianas de 2011, cuyo objetivo era determinar qué hormigas nativas australianas estaban asociadas con la anafilaxia por picadura de hormiga, los investigadores pudieron identificar el veneno de hormiga que causaba las reacciones alérgicas de 299 participantes. 34 de los participantes reaccionaron al veneno de Rhytidoponera metallica. El resto de los participantes reaccionaron al veneno de Mirmecia, en particular, 186 a M. pilosula sola. El estudio concluyó que cuatro grupos principales de hormigas australianas eran responsables de causar anafilaxia. Rhytidoponera metallica fue la única hormiga que no era una especie de Mirmecia que causó reacciones alérgicas en los individuos participantes. Se ha informado que Rhytidoponera metallica causa mortalidad entre las aves de corral. A pesar de su peligro potencial para los humanos sensibles, Rhytidoponera metallica puede ser beneficiosa. Pueden servir como una forma de control de plagas al matar plagas agrícolas como larvas de escarabajos y polillas y termitas.